# Eugène Sue

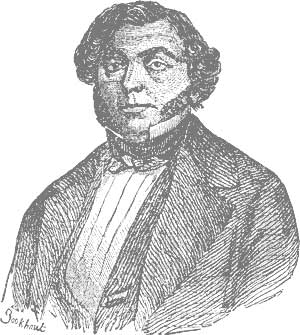
Eugène Sue.

Eugène Sue (26 de enero de 1804 - 3 de agosto de 1857) fue un escritor francés nacido en París, más conocido por ser el autor de Los misterios de París y El judío errante, novelas por entregas publicadas en diversos periódicos de la época.

## Biografía
Fue hijo de un distinguido cirujano de la Grande Armée, su madrina fue la emperatriz Josefina y su padrino Eugène de Beauharnais. Estudió en el Lycée Condorcet, siendo un alumno mediocre y turbulento. Como no tuvo éxito en los estudios, su padre lo envió de aprendiz de cirujano a España, durante la expedición de los Cien Mil Hijos de San Luis, a Grecia en plena guerra de la independencia -estuvo en la Batalla de Navarino-, y a las Antillas.
A los 26 años recibió la herencia paterna. Elegante y seductor, fue amante de muchas de las mujeres de París, y se ganó el sobrenombre de Beau Sue. Dilapidó la fortuna de su padre en siete años y se dedicó a escribir para sobrevivir.
Después de la Revolución de 1848 obtuvo un escaño en la Asamblea desde abril de 1850. En 1851 se pronunció contra el golpe de Estado dado por Napoleón III, por lo que tuvo que abandonar Francia. El exilio político estimuló su producción literaria, aunque la calidad de sus obras bajó. Sue murió en Annecy (Saboya) en 1857.

## Obra literaria
Este autor fue en la década de 1840 uno de los autores más leídos y más influyentes de Francia. Ha entrado en la historia de la literatura como uno de los creadores de la novela por entregas, publicada en los diarios, y como autor de la novela quizá de mayor éxito publicada en un periódico: Los misterios de París.
Su experiencia naval le sirvió de inspiración en narraciones como Kernock el pirata (1830), Atar-Gull (1831), La Salamandra (2 v. 1832), La Coucaratcha (4 v. 1832-1834), y otros, los cuales fueron compuestos en el punto álgido del movimiento romántico de 1830.
Estuvo fuertemente influenciado de las ideas socialistas, y en especial del socialismo utópico, que emergían en aquella época en el escenario político europeo, dejándolas plasmadas en su gran obra Los misterios de París y también en El judío errante; estos dos libros fueron dramatizados por el propio Sue. Los misterios de París influenciaron posteriormente a Léo Malet para su serie de novelas titulada Los nuevos misterios de París.
Sus ideas socialistas le llevaron a contribuir usualmente en el Journal des Débats, periódico creado en 1789 en el que se plasmaban diferentes debates políticos y literarios del agitado ambiente de la vieja Europa de la Santa Alianza.
Siguió su carrera con libros singulares como Los siete pecados capitales y Los misterios del pueblo (1849-1856) el cual fue reprimido por el censor en 1857 y puesto en el Índice de Libros Prohibidos de la religión Católica. Su período de gran éxito y popularidad coincidió con el de Alejandro Dumas, siendo comparados por los contenidos de sus obras y su militancia política.
Escribió también "Venganza africana", publicada en español en la colección "La novela ilustrada", editada en la calle del Olmo, 4 de Madrid. Y "Los hijos de familia", publicada en versión española de Olegario Carmona en 1865 por Joan Pons (editor barcelonés).

## Plagio de la labor de Sue
Siete años después de la publicación Los misterios del pueblo, un revolucionario francés llamado Maurice Joly plagió fragmentos del trabajo de Sue en su folleto antinapoleónico, "Diálogos en el infierno entre Maquiavelo y Montesquieu", que a su vez fue posteriormente adaptada por el prusiano Hermann Goedsche en 1868 en un trabajo titulado Biarritz, en el que Goedsche sustituyó por Judíos a los "infernales conspiradores jesuitas" escritos por Sue. En última instancia, el plagio de Goedsche acabó incorporándose directamente en el texto de la falsificación de Los Protocolos de los Sabios de Sion.
Estos acontecimientos se han reflejado en El cementerio de Praga, la novela de Umberto Eco.

## Calles
Una calle de París, cerca del Metro Poissonnière, lleva su nombre. También una calle lleva su nombre en México D.F. en Polanco.

## Obra
- Kernock el pirata (1830)
- El Gitano (1830)
- Atar-Gull (1831)
- Historia de la marinería
- Latréaumont (1837)
- Arturo (1838)
- Mathilde (1839)
- Jean Cavalier (1840)
- Los misterios de París (1842-43)
- El judío errante (1845)
- El comendador de Malta (1846)
- Los siete pecados capitales (1847-1852)
- Los misterios del pueblo (1848-1856)[1]
- La marquesa Cornelia Alfi (1852)